# Ballyfermot
Ballyfermot (irl.: Baile Formaid) – dzielnica mieszkalna Dublina.
Ballyfermot położony jest siedem kilometrów na zachód of centrum miasta. Na południe od Phoenix Park, graniczy na północy z Chapelizod, od południa z Walkinstown, od wschodu z Inchicore, od północnego zachodu z Palmerstown i na południowym zachodzie z Clondalkin. Rzeka Liffey znajduje się na północ od Ballyfermot, Wielki Kanał zaś, obecnie obszar rekreacyjny, leży na południu. Ballyfermot znajduje się w dystrykcie pocztowym Dublin 10.